# Reprezentacja Stanów Zjednoczonych w futbolu amerykańskim kobiet
Reprezentacja Stanów Zjednoczonych w futbolu amerykańskim – reprezentuje USA w rozgrywkach międzynarodowych w futbolu amerykańskim.
W reprezentacji mogą występować wyłącznie byłe zawodniczki drużyn uniwersyteckich niegrające w żadnej z profesjonalnych lig w Ameryce Północnej. Za jej funkcjonowanie odpowiedzialny jest związek USA Football, który jest członkiem Międzynarodowej Federacji Futbolu Amerykańskiego (IFAF).

## Historia
Po raz pierwszy w rozgrywkach mistrzostw świata w futbolu amerykańskim reprezentacja USA wzięła udział w 2010 roku. Stany Zjednoczone wygrały swój pierwszy mecz 63:0, pokonując reprezentację Austrii w pierwszej rundzie turnieju. W drugiej rundzie drużyna amerykańska pokonała Finlandię 72:0. W finale Stany Zjednoczone pokonały broniącą tytułu Kanadę 66:0 i zdobyła tytuł mistrzowski.

## Udział w turniejach międzynarodowych

### Igrzyska olimpijskie
Zawodniczki z Uniwersytetu Waszyngtona w St. Louis rozegrały pokazowe mecze w futbolu amerykańskim na olimpiadzie w 1904. W 1932 trzy drużyny uniwersytetów ze stanów zachodnich (Kalifornijskiego, Stanforda, Południowej Kalifornii) grały pokazowe mecze z trzema drużynami uniwersytetów ze stanów wschodnich (Harvarda, Yale i w Princeton) na letnich igrzyskach olimpijskich.
| Udział w igrzyskach olimpijskich | Udział w igrzyskach olimpijskich | Udział w igrzyskach olimpijskich      | Udział w igrzyskach olimpijskich      | Udział w igrzyskach olimpijskich      | Udział w igrzyskach olimpijskich      | Udział w igrzyskach olimpijskich      |
| Rok                              | Złoto                            | Srebro                                | Brąz                                  | Razem                                 | Miejsce                               |                                       |
| -------------------------------- | -------------------------------- | ------------------------------------- | ------------------------------------- | ------------------------------------- | ------------------------------------- | ------------------------------------- |
| Stany Zjednoczone                | 1904                             | uczestniczyły drużyny z uniwersytetów | uczestniczyły drużyny z uniwersytetów | uczestniczyły drużyny z uniwersytetów | uczestniczyły drużyny z uniwersytetów | uczestniczyły drużyny z uniwersytetów |
| Stany Zjednoczone                | 1932                             | uczestniczyły drużyny z uniwersytetów | uczestniczyły drużyny z uniwersytetów | uczestniczyły drużyny z uniwersytetów | uczestniczyły drużyny z uniwersytetów | uczestniczyły drużyny z uniwersytetów |

Uwaga: Kursywą oznaczono zawody, w których dana dyscyplina była pokazową – bez przyznawania tytułów i medali.

### Mistrzostwa świata
Reprezentacja USA trzykrotnie uczestniczyła w mistrzostwach świata, zawsze je wygrywając.
| Udział w mistrzostwach świata | Udział w mistrzostwach świata | Udział w mistrzostwach świata |
| Rok                           | Miejsce                       |                               |
| ----------------------------- | ----------------------------- | ----------------------------- |
| 2010                          | Mistrz                        |                               |
| 2013                          | Mistrz                        |                               |
| 2017                          | Mistrz                        |                               |
| 2022                          | Mistrz                        |                               |